# Madeleine Felli
Madeleine Felli (1945) è un'ex sciatrice alpina svizzera.

## Biografia
Sciatrice polivalente originaria di Leysin, in campo internazionale Madeleine Felli debuttò in occasione delle SDS-Rennen 1964 (Grindelwald, 7-10 gennaio), dove non completò lo slalom speciale, e conquistò il miglior risultato al Grand Prix du Savoie dello stesso anno (Méribel 20-22 marzo), piazzandosi 5ª nella medesima specialità. Nel 1967 prese parte ad alcune gare della prima stagione della Coppa del Mondo: esordì il 10 gennaio 1967 a Grindelwald in slalom speciale classificandosi 11ª (tale risultato sarebbe rimasto il migliore della Felli nel circuito) e prese per l'ultima volta il via il 10 marzo a Franconia in discesa libera (24ª). La sua ultima gara internazionale fu la discesa libera del Bud Werner Memorial di quell'anno (Vail, 18 marzo), dove si piazzò al 15º posto, e chiuse la carriera ai Campionati svizzeri 1967 (Pontresina, 7-9 aprile); non prese parte a rassegne olimpiche o iridate.

## Palmarès

### Campionati svizzeri
- 1 medaglia:
  - 1 bronzo (combinata nel 1966[7])